# FK CSKA 1948 Sofia
Ne pas confondre avec le PFK CSKA Sofia, un autre club de Sofia.
Maillots
Actualités
Le Fudbolen Klub Tsentralen Sporten Klub Na Armiyata 1948 Sofia (en bulgare : Футболен Клуб Централен Спортен Клуб На Армията 1948 София), plus couramment abrégé en CSKA 1948 Sofia, est un club de football bulgare fondé en 2016 et basé à Sofia, la capitale du pays.
Le club dispute depuis 2020 la Prva Liga, la première division bulgare.

## Historique

### Les débuts
En 2015, le CSKA Sofia, fondé en 1948, fait faillite. Le club doit redémarrer en 3e division bulgare, en 2016 il fusionne avec Litex Lovetch qui vient d'être exclu du championnat, en rachetant la licence de Litex le CSKA peut jouer en deuxième division en 2016-2017. En fin de saison le club rejoindra de nouveau la première division.
Cette fusion déplaît à certains membres du CSKA Sofia, à la suite de tensions internes, ils décident de créer le 19 juillet 2016 un nouveau club du nom de FK CSKA 1948 Sofia et reprennent les mêmes couleurs que le CSKA, le rouge et le blanc.
Ce nouveau club débute au plus bas de l'échelle du football bulgare.

### Période amateur
Le 21 août 2016, le CSKA 1948 joue son premier match, en fin de saison il gagne sa place pour la troisième division. Avec 29 victoires, 5 nuls et zéro défaite, le club s'assure une nouvelle montée à la fin de la saison 2017-2018 et le passage dans le football professionnel.

### Période professionnelle
Lors de sa première saison en deuxième division le club joue au Stade national Vassil-Levski, il termine le championnat à la 4e place échouant de peu à la qualification pour les barrages de montée.
Lors de la saison 2019-2020, le club se retrouve à la première place lorsque le championnat est arrêté à cause de la pandémie de Covid-19, il est donc promu en première division.
Avant la saison 2020-2021 en Prva Liga, le club change son logo. Lors de la première journée, le 7 août 2020, il rencontre le PFK CSKA Sofia, la rencontre se solde par un match nul 2 à 2.
Depuis novembre 2021, le club joue à Bistritsa au stade Bistritsa.

### Dates clés
- 2016 : Fondation du club sous le nom FK CSKA 1948 Sofia
- 2020 : Vainqueur de la deuxième division et promotion en Prva Liga pour la première fois de son histoire.

## Bilan sportif

### Palmarès
| Compétitions nationales |
| --- |
| - Coupe de Bulgarie : - Finaliste : 2022-23. - Supercoupe de Bulgarie : - Finaliste : 2023. - Championnat de Bulgarie D2 (1) : - Champion : 2019-20. |

### Bilan par saison
| Saison    | Championnat  | Championnat | Championnat | Championnat | Championnat | Championnat | Championnat | Championnat | Championnat | Championnat | Coupe de Bulgarie |
| Saison    | Division     | Pos         | Pts         | J           | V           | N           | D           | BP          | BC          | Diff        | Coupe de Bulgarie |
| --------- | ------------ | ----------- | ----------- | ----------- | ----------- | ----------- | ----------- | ----------- | ----------- | ----------- | ----------------- |
| 2016-2017 | 4e Sofia Sud | 1er         | 64          | 22          | 21          | 1           | 0           | 105         | 7           | +98         | —                 |
| 2017-2018 | 3e Sud-Ouest | 1er         | 92          | 34          | 29          | 5           | 0           | 95          | 16          | +79         | Deuxième tour Q   |
| 2018-2019 | 2e           | 4e          | 59          | 30          | 16          | 11          | 3           | 39          | 18          | +21         | Premier tour      |
| 2019-2020 | 2e           | 1er         | 55          | 21          | 18          | 1           | 2           | 59          | 18          | +41         | Quarts de finale  |
| 2020-2021 | 1er          | 5e          | 47          | 31          | 12          | 11          | 8           | 41          | 34          | +7          | Quarts de finale  |
| 2021-2022 | 1er          | 8e          | 41          | 32          | 11          | 8           | 13          | 51          | 45          | +6          | Premier tour      |
| 2022-2023 | 1er          | 3e          | 64          | 35          | 17          | 13          | 5           | 55          | 28          | +27         | Finale            |

Légende
- Vainqueur de la compétition
- Vice-champion ou finaliste de la compétition
- Troisième de la compétition
- Promotion en division supérieure
- Relégation en division inférieure

### Bilan européen
Note : dans les résultats ci-dessous, le score du club est toujours donné en premier
| Saison    | Compétition             | Tour             | Club                | Domicile | Extérieur | Total |
| --------- | ----------------------- | ---------------- | ------------------- | -------- | --------- | ----- |
| 2023-2024 | Ligue Europa Conférence | Deuxième tour Q  | FCSB                | 0 - 1    | 2 - 3     | 2 - 4 |
| 2024-2025 | Ligue Conférence        | Deuxième tour Q  | Budućnost Podgorica | 1 - 0    | 1 - 1 ap  | 2 - 1 |
| 2024-2025 | Ligue Conférence        | Troisième tour Q | Paphos FC           | 2 - 1    | 0 - 4 ap  | 2 - 5 |

Légende
- Victoire ou qualification pour le tour suivant.
- Match nul.
- Défaite ou élimination de la compétition.